# Академічне веслування на літніх Олімпійських іграх 1984
Змагання з академічного веслування на літніх Олімпійських іграх 1984 тривали з 30 липня до 5 серпня на озері Касітас.  Розіграно 14 комплектів нагород: 8 серед чоловіків і 6 серед жінок.
Через бойкот Олімпійських ігор з боку східного блоку, туди не поїхали представники найсильніших веслярських країн, як-от НДР, СРСР та Болгарії. Однак, завдяки цьому бойкоту жіноча збірна Румунії, однієї з небагатьох східноєвропейських країн, що взяли участь в Іграх, домінувала в академічному веслуванні, здобувши 5 золотих медалей у 6-ти дисциплінах. У змаганнях вісімок серед чоловіків і збірна Канади (золото) і збірна США (срібло) під час передолімпійської регати в Люцерні двічі перемогли чемпіонів двох попередніх Олімпіад з НДР, які бойкотували ці Ігри.
Стівен Редгрейв здобув першу зі своїх п'яти поспіль золотих олімпійських нагород. Елісабета Оленюк, згодом знана як Елісабета Ліпе, теж здобула свою першу золоту медаль. Двадцять років по тому, на Олімпійських іграх в Афінах 2004, вона виборола свою п'яту золоту медаль.
Змагання парних четвірок, як і дебютного 1976 року та 1980 року, проводилися без стернового серед чоловіків і зі стерновою серед жінок.

## Медальний залік

### Чоловіки
| Дисципліни                       | Золото | Срібло | Бронза |
| -------------------------------- | --- | --- | --- |
| Парні одиночки                   | Пертті Карпінен · Фінляндія | Петер-Міхаель Кольбе · Західна Німеччина | Роберт Міллс · Канада |
| Парні двійки                     | Бред Алан Льюїс і Пол Енквіст (USA) | П'єр-Марі Делоф і Дірк Круа (BEL) | Зоран Панчич і Милорад Станулов (YUG) |
| Парні четвірки (без стернового)  | ФРН (FRG) Альберт Геддеріх Раймунд Германн Дітер Віденманн Міхаель Дюрш                                                                 | Австралія (AUS) Пол Ріді Ґері Ґаллок Тімоті Мак-Ларен Ентоні Ловріч                                                                          | Канада (CAN) Даґ Гемілтон Майк Г'юз Філ Монктон Брюс Форд                                                                                        |
| Розпашні двійки зі стерновим     | Італія (ITA) Карміне Аббаньяле Джузеппе Аббаньяле Джузеппе ді Капуа (стерновий)                                                         | Румунія (ROM) Дімітріе Попеску Васіле Томояге Думітру Редукану (стерновий)                                                                   | США (USA) Кевін Стілл Роберт Еспесет Даґ Герленд (стерновий)                                                                                     |
| Розпашні двійки без стернового   | Петру Йосуб і Валер Тома (ROM) | Фернандо Клімент і Луїс Марія Ласуртегі (ESP)                                                                                                | Ганс Маґнус Ґрепперуд і Сверре Лекен (NOR) |
| Розпашні четвірки зі стерновим   | Велика Британія (GBR) Річард Баджетт Мартін Кросс Адріан Еллісон (стерновий) Енді Голмс Стівен Редгрейв                                 | США (USA) Едвард Айвз Томас Кіфер Майкл Бах Ґреґорі Спрінґер Джон Стіллінґс (стерновий)                                                      | Нова Зеландія (NZL) Бретт Голлістер (стерновий) Кевін Лотон Баррі Мабботт Дон Саймон Росс Тонґ                                                   |
| Розпашні четвірки без стернового | Нова Зеландія (NZL) Лес О'Коннелл Шейн О'Браєн Конрад Робертсон Кіт Траск                                                               | США (USA) Девід Кларк Джонатан Сміт Філліп Стекл Алан Форні                                                                                  | Данія (DEN) Міхаель Єссен Ларс Нільсен Пер Расмуссен Ерік Крістіансен                                                                            |
| Вісімки                          | Канада (CAN) Блер Горн Дін Кроуфорд Дж. Майкл Еванс Пол Стіл Ґрант Мейн Марк Еванс Кевін Ньюфелд Пет Тернер Браян Мак-Магон (стерновий) | США (USA) Чіп Лубсен Ендрю Саддат Джон Тервілліґер Кріс Пенні Том Дарлінґ Фред Борчелт Чарлз Клапп Брюс Іббетсон Боб Джоґстеттер (стерновий) | Австралія (AUS) Крейґ Мюллер Клайд Гефер Семюел Паттен Тім Віллубі Ієн Едмундс Джеймс Баттерсбі Йон Попа Стівен Еванс Ґевін Тредґолд (стерновий) |

### Жінки
| Дисципліни                     | Золото | Срібло | Бронза |
| ------------------------------ | --- | --- | --- |
| Парні одиночки                 | Валерія Речіле · Румунія | Шарлотт Ґір · США | Анн Гасенбраук · Бельгія |
| Парні двійки                   | Марьоара Попеску і Елісабета Оленюк (ROM)                                                                                             | Ґрет Геллеманс і Ніколетте Геллеманс (NED) | Даніеле Лауманн і Сілкен Лауманн (CAN) |
| Парні четвірки (зі стерновою)  | Румунія (ROM) Марічіка Церак Анішоара Сорохан Йоана Бадя Софія Корбан Екатеріна Оанча                                                 | США (USA) Енн Марден Ліза Роде Джоан Лінд Джинні Ґілдер Келлі Рікон                                                                                                  | Данія (DEN) Ганне Еріксен Бірґітте Ганель Шарлотте Коефоед Боділь Расмуссен Єтте Серенсен                                                                                  |
| Розпашні двійки без стернової  | Родіка Арба і Елена Хорват (ROM) | Елізабет Крейґ і Тріша Сміт (CAN) | Еллен Бекер і Іріс Фелькнер (FRG) |
| Розпашні четвірки зі стерновою | Румунія (ROM) Флоріка Лаврік Марія Фрічою Кіра Апостол Ольга Хомегі Віоріка Йожа                                                      | Канада (CAN) Мерілін Брейн Анджела Шнейдер Барбара Армбруст Джейн Треґанно Леслі Томпсон                                                                             | Австралія (AUS) Робін Ґрей-Ґарднер Карен Бранкурт Сьюзен Чапмен Марґо Фостер Сьюзен Лі                                                                                     |
| Вісімки                        | США (USA) Крістен Торснесс Крістін Нореліус Ширіл О'Стін Кері Ґрейвз Кеті Кілер Гаррієт Меткалф Бетсі Бірд Керол Бауер Джинн Фланаґан | Румунія (ROM) Марьоара Трашке Луча Саука Дойна Ліліана Шнеп-Белан Анета Міхай Аурора Плешка Камелія Дьяконеску Віоріка Йожа Міхаела Армешеску Адр'яна Базон-Chelariu | Нідерланди (NED) Вільйон Вандраґер Маріке ван Дроґенбрук Гарріт ван Еттековен Катаріна Неліссен Анне Квіст Ніколетте Геллеманс Марта Лаурейсен Ґрет Геллеманс Лінда Корнет |

## Таблиця медалей
| Місце                | Країна                | Золото | Срібло | Бронза | Загалом |
| -------------------- | --------------------- | ------ | ------ | ------ | ------- |
| 1                    | Румунія (ROU)         | 6      | 2      | 0      | 8       |
| 2                    | США (USA)             | 2      | 5      | 1      | 8       |
| 3                    | Канада (CAN)          | 1      | 2      | 3      | 6       |
| 4                    | ФРН (FRG)             | 1      | 1      | 1      | 3       |
| 5                    | Нова Зеландія (NZL)   | 1      | 0      | 1      | 2       |
| 6                    | Італія (ITA)          | 1      | 0      | 0      | 1       |
| 6                    | Велика Британія (GBR) | 1      | 0      | 0      | 1       |
| 6                    | Фінляндія (FIN)       | 1      | 0      | 0      | 1       |
| 9                    | Австралія (AUS)       | 0      | 1      | 2      | 3       |
| 10                   | Бельгія (BEL)         | 0      | 1      | 1      | 2       |
| 10                   | Нідерланди (NED)      | 0      | 1      | 1      | 2       |
| 12                   | Іспанія (ESP)         | 0      | 1      | 0      | 1       |
| 13                   | Данія (DEN)           | 0      | 0      | 2      | 2       |
| 14                   | Норвегія (NOR)        | 0      | 0      | 1      | 1       |
| 14                   | Югославія (YUG)       | 0      | 0      | 1      | 1       |
| Загалом (15 збірних) | Загалом (15 збірних)  | 14     | 14     | 14     | 42      |